# Ovčáry (district de Kolín)
Pour les articles homonymes, voir Ovčáry.
Ovčáry (en allemand : Owtschar) est une commune du district de Kolín, dans la région de Bohême-Centrale, en République tchèque. Sa population s'élevait à 889 habitants en 2020.

## Géographie
Ovčáry se trouve à 5 km au nord-est de Kolín et à 58 km à l'est de Prague.
La commune est limitée par Velký Osek et Volárna au nord, par Jestřabí Lhota et Býchory à l'est, par Konárovice et Tři Dvory au sud, et par Kolín et Veltruby à l'ouest.

## Histoire
La première mention écrite de la localité date de 1273.